# Joalin Loukamaa
Joalin Viivi Sofia Loukamaa (Turku, 12 de julho de 2001), é uma cantora, compositora, dançarina e modelo finlandesa. Joalin representava a Finlândia no grupo pop internacional Now United mas se afastou das atividade do grupo no final de 2019, e em março de 2023 anunciou que não faz mais parte do grupo.

## Biografia
Joalin mudou-se com sua mãe Johanna para o México quando ela tinha dez anos de idade, após algum tempo morando na Finlândia, seu país de origem, e na Espanha. Sua mãe e seu padrasto, José, são ambos dançarinos. Juntos, eles dirigiram uma escola de dança em Playa del Carmen, México, onde Joalin aprendeu habilidades com a dança e passou a competir nacionalmente. 
Um agente de Loukamaa notou um aviso de um "novo projeto" de Simon Fuller e perguntou a Joalin e seus pais se poderia colocar as fotos da garota para uma seleção. As fotos foram tiradas e, depois de várias etapas, Joalin foi para a final mundial em Los Angeles. Inicialmente, ela representava o México, mas só poderia haver um representante de cada país no grupo. Assim, Joalin não entraria no grupo se não fosse descoberto que poderia representar o seu país de nascimento, a Finlândia. Joalin foi anunciada como a décima terceira membro do Now United, ainda em 2017.
Joalin esteve com o grupo até o final de 2019, quando seus pais passaram por problemas envolvendo cartéis mexicanos, fazendo Joalin se afastar do grupo nas vésperas da turnê que o grupo faria no Brasil, a Dreams Come True Tour. Ela posteriormente se encontrou com o grupo em 2020, e mais uma vez em 2021, porém com todo o processo de mudança do México para a Finlândia novamente, Joalin se estabilizou em seu país natal. Ela participou de um reality de sobrevivência para celebridades, em que ficou em terceiro lugar, na quinta temporada, e foi a segunda eliminada, na sétima temporada.

## Carreira

### 2018–2020: Estreia no Now United, primeiro e segundo hiato no grupo
A sua estreia aconteceu oficialmente em abril de 2018, e desde então, lançamentos foram feitos dentro do grupo. No entanto, no dia 9 de outubro de 2019, Joalin teve que se ausentar do grupo por razões pessoais. Durante o seu primeiro hiato, Joalin se mudou para a Finlândia, o seu país natal. O seu primeiro hiato durou até 30 de outubro de 2020, contabilizando 387 dias (1 ano e 22 dias), mas só permaneceu com o grupo por 1 semana, iniciando o seu segundo hiato. Após isso, houve o lançamento de "Pas Le Choix", onde a mesma pode cantar pela primeira vez em uma música do Now United.

### 2021: Ausência no Now Love, aparições públicas e primeiros passos como solista
Posteriormente, Joalin participou da quinta temporada do reality show finlandês Selviytyjät Suomi, o qual terminou em 3° lugar.
A mesma tentou reencontrar o grupo em junho de 2021, onde participaria do show online Now Love. No entanto, foi barrada por não estar vacinada contra o COVID-19 e teve que retornar para seu país.
Após não conseguir sua participação no show, Joalin foi vista diversas vezes em estúdio, confirmando indiretamente que tem planos para uma discografia como solista. Além disso, foi vista em estúdio com Omar Rudberg, também cantor e dançarino, que ficou famoso após sua atuação como protagonista na série Young Royals, da Netflix. Além disso, ambos gravaram a coreografia alternativa de "Wave Your Flag", publicando em seus perfis individuais no TikTok.

### 2022–Presente: Saída do Now United e Carreira Solo
Após 1 ano e 5 meses afastada do grupo, a finlandesa foi de surpresa para Lisboa no dia 31 de março para performar no show do dia seguinte. Joalin apareceu no meio do show para performar "Summer in the City", que depois de finalizada, a mesma se retira do palco e volta no final para foto com o grupo e os fãs.
Em 15 de junho de 2022, Joalin lançou o seu single de estreia, "Angelito", que alcançou mais de 600 mil visualizações no YouTube e mais de 1 milhão de streams no Spotify. Em 9 de setembro, mais 2 singles foram lançados, "Así Así" e "Tóxico". Em 11 de novembro de 2022, lançou seu primeiro EP, intitulado "I'm the One", junto com o lançamento do single de mesmo nome.
Em 20 de abril de 2023, Joalin lançou "Solo". Em 5 de maio de 2023, Joalin participou da música "Pariisin Kevät" do álbum "Täydellinen Ajoitus" de Shrty. Em 4 de julho de 2023, Joalin assinou um contrato de gravação com a Because London Records.
Em 10 de novembro de 2023, Joalin participou da música "Silkkii" do álbum "Persona the Album" de Davi.
Em 23 de novembro de 2023, Joalin assinou um contrato de gravação com a PME Records.
Em 28 de fevereiro de 2024, Joalin lançou "La Chica-cá".
Em 10 de abril de 2024, Joalin lançou "Bikini".
Em 9 de julho de 2024, Joalin lançou "Without You".
Em 2 de abril de 2025, Joalin lançou "Gum" e anunciou o lançamento de seu segundo EP, "Camaleón", para o dia 20 de junho.
Em 9 de maio de 2025, Joalin participou da música "Vikaa Kertaa" de Pikku G.
Em 28 de maio de 2025, Joalin lançou "Mis Sueños".
Em 3 de junho de 2025, Joalin anunciou a "Joalin Exclusive Suomi Summer Tour 2025", sua primeira turnê.
Em 25 de julho de 2025, Røz e Joalin lançaram "Ya No Te Quiero Ver".

## Filmografia

### Televisão
| Ano       | Título            | Papel                        | Notas            |
| --------- | ----------------- | ---------------------------- | ---------------- |
| 2021-2022 | Selviytyjät Suomi | Participante (3° e 2° lugar) | Temporadas 5 e 7 |

## Discografia

### Extended plays(EPs)
| Título      | Detalhes |
| ----------- | --- |
| I'm the One | - Lançamento: 11 de novembro de 2022 - Formato(s): Download digital, streaming - Gravadora: 11 Ones                  |
| Camaleón    | - Lançamento: 20 de junho de 2025 - Formato(s): Download digital, streaming - Gravadora: Because London, PME Records |

### Singles

#### Como artista principal
| Ano  | Canção                          | Álbum                     |
| ---- | ------------------------------- | ------------------------- |
| 2022 | "Angelito"                      | I'm the One               |
| 2022 | "Así Así"                       | I'm the One               |
| 2022 | "Tóxico"                        | I'm the One               |
| 2022 | "I'm the One"                   | I'm the One               |
| 2023 | "Solo"                          | Adicionado à nenhum álbum |
| 2024 | "La Chica-cá"                   | Adicionado à nenhum álbum |
| 2024 | "Bikini"                        | Adicionado à nenhum álbum |
| 2024 | "Without You"                   | Adicionado à nenhum álbum |
| 2025 | "Gum"                           | Camaleón                  |
| 2025 | "Mis Sueños"                    | Camaleón                  |
| 2025 | "Ya No Te Quiero Ver" (com Røz) | ASA                       |

#### Como artista convidada
| Ano  | Canção                                | Álbum               |
| ---- | ------------------------------------- | ------------------- |
| 2023 | "Pariisin Kevät" (Shrty part. Joalin) | Täydellinen Ajoitus |
| 2023 | "Silkkii" (Davi part. Joalin)         | Persona the Album   |
| 2025 | "Vikaa Kertaa" (Pikku G part. Joalin) | ASA                 |

## Turnês
Oficiais
- Joalin Exclusive Suomi Summer Tour 2025 (2025)